# Nina Holden

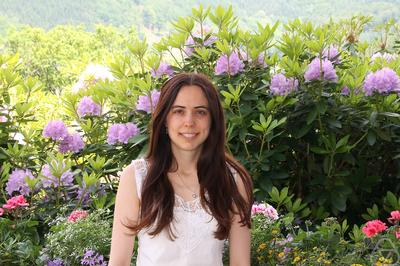
Nina Holden (2017)

Nina Holden (* 1986) ist eine norwegische Mathematikerin.

## Leben
Holden studierte in Oslo und Oxford und promovierte 2018 am Massachusetts Institute of Technology bei Scott Sheffield mit der Arbeit „Cardy embedding of random planar maps and a KPZ formula for mated trees“. Sie war danach an der ETH Zürich und ist seit 2021 Associate Professorin an der New York University.
Sie arbeitet über statistische Physik und die 2-dimensionale Geometrie des Zufalls, insbesondere Liouville-Quantengravitation und zufällige Triangulierungen. Mit Xin Sun bewies sie Skalierungslimiten der Knotenperkolation auf gleichmäßigen Triangulierungen und darauf aufbauend die Konvergenz der durch die Cardy-Einbettung von den Triangulierungen erzeugten Metriken auf der Kreisscheibe gegen die "Liouville-Quantengravitations-Kreisscheibe".
Sie erhielt 2021 den Maryam Mirzakhani New Frontiers Prize und 2024 den EMS-Preis für „profound contributions to probability theory and its applications to statistical physics, including results linking Liouville quantum gravity, the Schramm-Loewner evolution, and random triangulations“ (tiefgreifende Beiträge zur Wahrscheinlichkeitstheorie und ihren Anwendungen auf statistische Physik, darunter Ergebnisse, die Liouville-Quantengravitation, die Schramm-Loewner-Evolution und zufällige Triangulierungen verbinden).

## Schriften (Auswahl)
- mit Xin Sun: Convergence of uniform triangulations under the Cardy embedding. Acta Math. 230, No. 1, 93-203 (2023).
- mit O. Bernardi, Xin Sun: Percolation on triangulations: a bijective path to Liouville quantum gravity. Memoirs of the American Mathematical Society 1440. Providence, RI: American Mathematical Society (AMS) (ISBN 978-1-4704-6699-2/pbk; ISBN 978-1-4704-7626-7/ebook). v, 176 p. (2023).